# El hombre muerto (cuento de Ray Bradbury)
El hombre muerto (título original en inglés: The Dead Man) es un relato corto de Ray Bradbury publicado originalmente en la revista Weird Tales de julio de 1945. Forma parte de la compilación de cuentos publicados en Dark Carnival (1947), el primer libro de Ray Bradbury, y en The Small Assassin (1962).

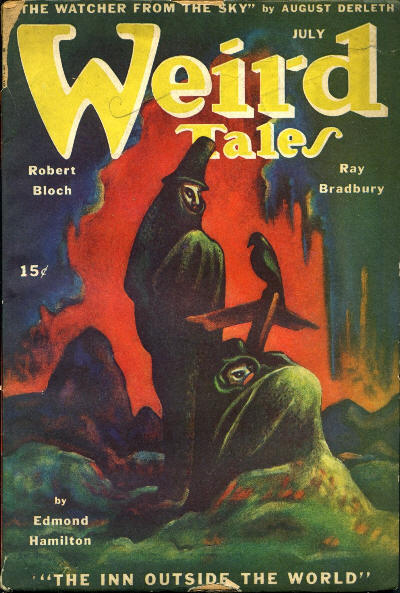
Portada de Weird Tales de julio de 1945

## Argumento
"Odd Martin" es un hombre convencido de que está muerto, aunque casi todos los que le conocen opinen que no es más que un excéntrico. Miss Weldon es una mujer que trabaja en la barbería haciendo la manicura a los clientes que allí acuden.
Entre "Odd Martin" y Miss Weldon existe una relación que causa bromas entre sus conciudadanos.

## Adaptación televisiva
El propio Bradbury adaptó la historia para la serie The Ray Bradbury Theater. El episodio titulado The Dead Man fue emitido el 26 de septiembre de 1992. Dirigido por Costa Botes, está protagonizado por Louise Fletcher, Frank Whitten y Ross Duncan.